# Egypt Air Express
Egypt Air Express (im Außenauftritt EGYPTAIR EXPRESS) war eine ägyptische Regionalfluggesellschaft mit Sitz in Kairo und Basis auf dem Flughafen Kairo-International. Sie war eine Tochtergesellschaft der Egypt Air. Die Fluggesellschaft wurde im November 2019 mit der Muttergesellschaft als Teil einer
Restrukturierung verschmolzen.

## Flugziele
Egypt Air Express flog zahlreiche innerägyptische Ziele sowie Destinationen in Griechenland, Israel, Saudi-Arabien, Malta und Ungarn an.

## Flotte
Mit Stand September 2019 bestand die Flotte der Egypt Air Express aus 11 Flugzeugen mit einem Durchschnittsalter von 10,2 Jahren:
| Flugzeugtyp     | aktiv | bestellt | Anmerkungen                                                          | Sitzplätze (Premium Economy/Economy) |
| --------------- | ----- | -------- | -------------------------------------------------------------------- | ------------------------------------ |
| Airbus A220-300 | 01    | 11       | 12 weitere Bestellungen möglich; Auslieferung seit 6. September 2019 | 140 (15/125)                         |
| Embraer 170LR   | 10    |          | 1 inaktiv; sollen durch A220-300 ersetzt werden                      | 76 (—/76)                            |
| Gesamt          | 11    | 11       |                                                                      |                                      |

Egypt Air Express plante (Stand März 2018) die komplette Umstellung der Flotte durch bis zu 24 Airbus A220-300 und die Ausflottung aller Embraer.